# Ouderkerk aan den IJssel
Ouderkerk aan den IJssel is een dorp in de gemeente Krimpenerwaard aan de Hollandse IJssel in de Nederlandse provincie Zuid-Holland. Het heeft ruim 5.865 inwoners (inclusief de Lageweg).

## Geschiedenis
Ouderkerk was een heerlijkheid en sinds het einde van het Ancien régime een gemeente. Van 1812 tot 1817 behoorden ook de gemeenten Stormpolder en Krimpen aan den IJssel tot deze gemeente, maar in 1817 werden die weer afgesplitst tot zelfstandige gemeenten. De rechten verbonden aan de heerlijkheid, lange tijd bezit van het geslacht van Nassau la Lecq, werden onder andere uitgeoefend vanuit het pand aan de Dorpsstraat 17 (Ouderkerk aan den IJssel). De gemeente ging op 1 januari 1985 (na een gemeentelijke herindeling) samen met Gouderak op in de gemeente Ouderkerk. Ouderkerk aan den IJssel is de grootste van deze plaatsen. Ook het gemeentehuis van de gemeente Ouderkerk was in Ouderkerk aan den IJssel gevestigd.
Tot en met 31 december 2014 was Ouderkerk aan den IJssel onderdeel van de gemeente Ouderkerk. Op 1 januari 2015 ging de plaats samen met de gemeente op in de fusiegemeente Krimpenerwaard.

### Ontstaansgeschiedenis
De oudste officiële vermelding van het dorp stamt uit 1263, toen het nog Oudekerke werd genoemd. Maar het is waarschijnlijk dat er al eerder een dorp is geweest dat tot de twaalfde eeuw de naam IJsele heeft gehad. Er zijn in ieder geval twaalfde-eeuwse fundamenten gevonden van een tufstenen kerkje. Er zijn wel een aantal Romeinse munten gevonden uit de eerste vier eeuwen van onze jaartelling, maar die duiden waarschijnlijk niet op bewoning van enige betekenis. De vuurplaatsen van halverwege de tiende eeuw, maken bewoning al wel waarschijnlijker. En er bestaat een vermoeden dat hier al in de tiende eeuw een kerkje is geweest. Dit zou bijzonder zijn, omdat in het eerste millennium van onze jaartelling de Krimpenerwaard nog moeras was op wat donken na.

## Economie (vroeger en nu)
De veeteelt is altijd een belangrijke sector geweest, met name de rund- en in mindere mate varkenshouderijen. Toch staat Ouderkerk aan den IJssel vooral bekend als schippersdorp. Dit heeft ook veel invloed gehad op de industrie in het dorp die voor een groot deel georiënteerd was op de binnenvaart: werven, zeilmakerijen, touwslagerijen, etc. Deze industrie is vrijwel geheel verdwenen. Maar ook nu nog is de afdeling Ouderkerk aan den IJssel en omgeving (de IJsselvloot) van schippersvereniging Schuttevaer de grootste afdeling na Rotterdam met ruim tweehonderd leden, IJsselmannen zoals ze in die omgeving genoemd worden.
Niet alleen vervoer over water, maar ook over land is vertegenwoordigd in Ouderkerk aan den IJssel met een paar (internationale) transportondernemingen. Verder zijn er verschillende bedrijven langs de IJsseldijk gevestigd, waarvan Houthandel Heuvelman, een groothandel en importeur van hout, met naam genoemd hoort te worden. Niet alleen vanwege de omvang of de leeftijd (opgericht in 1876), maar vooral ook vanwege de in het oog springende grote, gele, houten loodsen langs de dijk. Maar sinds de jaren zeventig toen er veel nieuwe woningen werden gebouwd in het dorp is een groot deel van de bevolking forens en werkzaam in met name Rotterdam of Gouda.

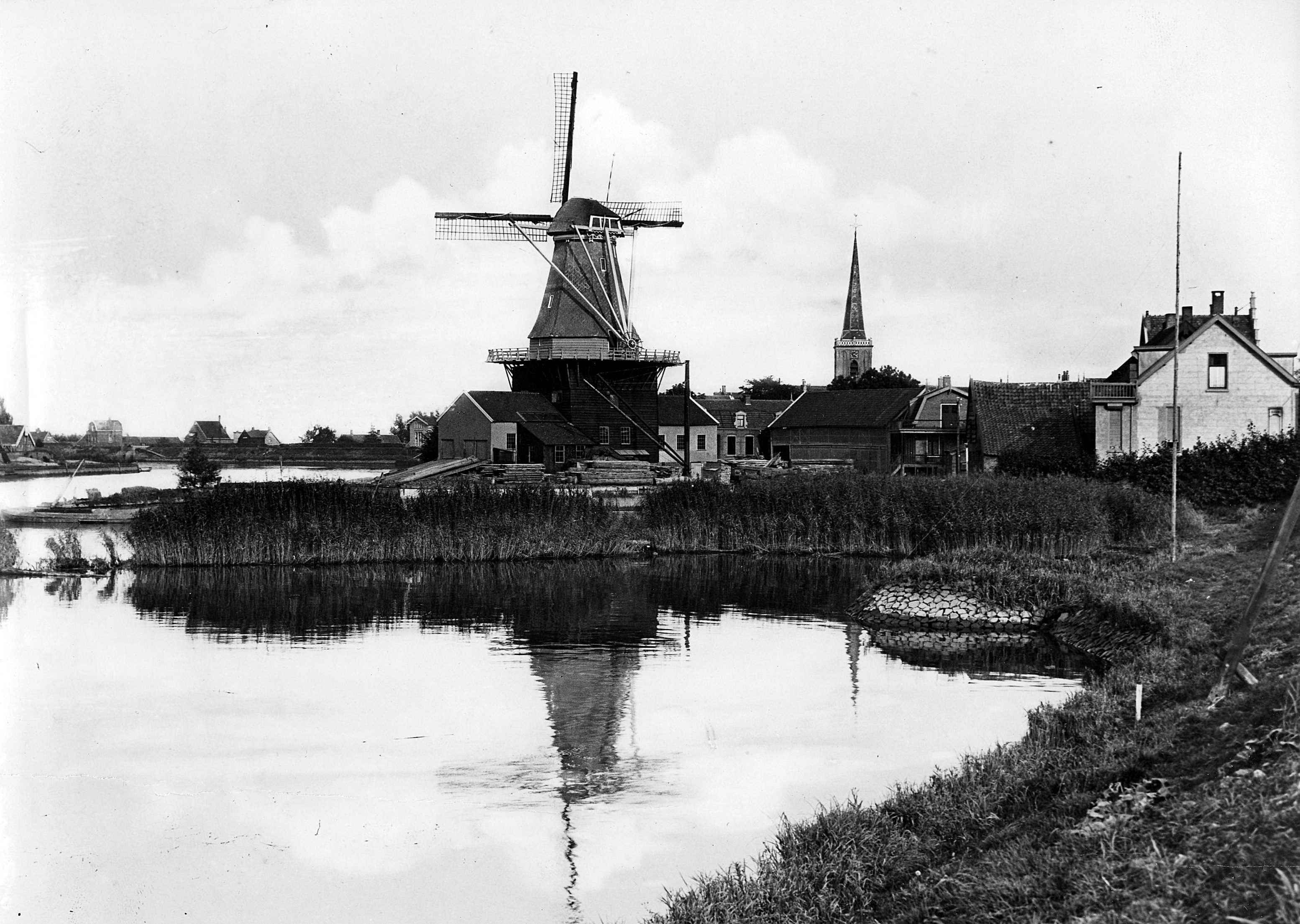
Houtzaagmolen Hermina. Beeldarchief provincie Zuid-Holland

In het verleden waren er zes steenovens, waar de bakstenen werden gebakken van de IJsselklei. Er zijn in het dorp en de omgeving nog veel gebouwen die zijn opgetrokken uit deze gelige steentjes. De in een zakelijke stijl gebouwde, 33 meter hoge watertoren uit 1916 aan de grens met Krimpen aan den IJssel is een van de meest prominente voorbeelden. Met het verdwijnen van de steenfabrieken zijn de IJsselsteentjes in waarde gestegen.
Ook waren er veel molens in Ouderkerk die in de loop van de twintigste eeuw allemaal zijn verdwenen. De laatste, de houtzaagmolen Hermina, droeg veel bij aan het dorpsbeeld en is begin jaren vijftig nog grondig gerestaureerd. Maar op 30 oktober 1958 brak er brand uit door kortsluiting in de elektrische zagerij eronder en drie kwartier later was de molen volkomen afgebrand. Langs de Berkenwoudse Boezem en de Molenvliet (de naam is veelzeggend) die buiten het dorp van de IJssel naar de Loet lopen, zijn op twee plaatsen overblijfselen te vinden van molens. Hier heeft een van de eerste stoommachines van Nederland gestaan (1804) om een stoomgemaal aan te drijven. Deze werd zo'n tien jaar later alweer afgebroken, omdat zowel de machine als de vervening tegenvielen.

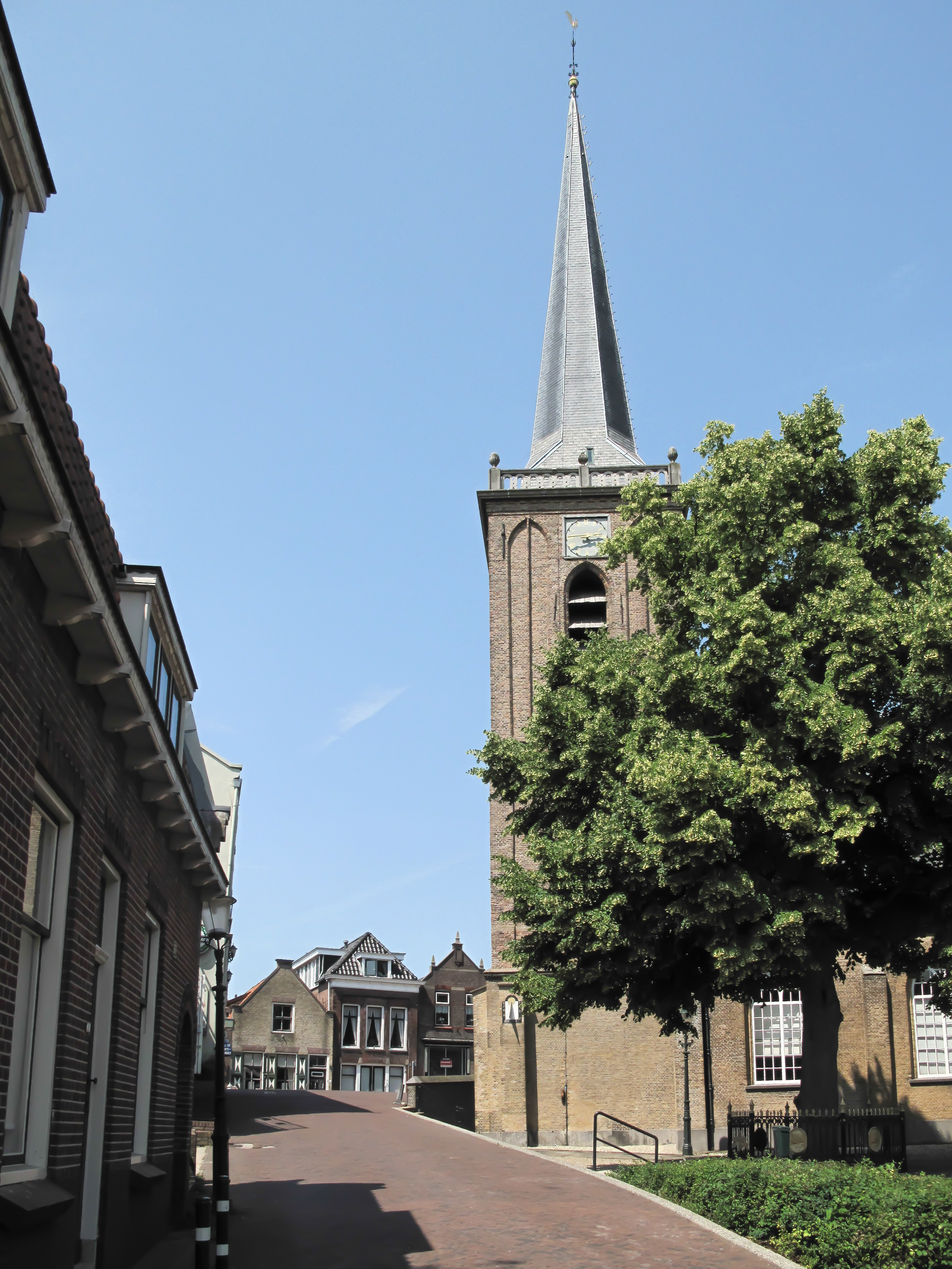
De Nederlands Hervormde kerk

## Kerken

### Het oude kerkgebouw en zijn geschiedenis
Het dorp dankt zijn naam aan een middeleeuwse kerk in het centrum van het dorp. Deze kerk is gebouwd op de veertiende-eeuwse fundamenten van een eerdere kerk die tussen 1425 en 1428, tijdens de Hoekse en Kabeljauwse twisten, werd verwoest. Er is een kruiskerk van gemaakt, waarmee de kerk aanzienlijk werd vergroot en later (begin 16e eeuw) zijn er extra ingangen gekomen aan het dwarsschip.
In de kerk is de grafkelder van het geslacht van Nassau-LaLecq, lange tijd de heren van de heerlijkheid Ouderkerk, en een praalgraf te vinden dat in opdracht van Lodewijk van Nassau is gebouwd. Zelf ligt hij niet in dit graf, maar wel zijn vrouw Isabelle, gravin van Hornes, zijn zoon Hendrik van Nassau-Ouwerkerk en nog ruim dertig anderen uit deze bastaard-tak van de Nassaus.
Het kerkgebouw behoort toe aan de PKN. De klokkentoren die bij de kerk hoort is sinds 1798 van de gemeente. Dit is nog een gevolg van de scheiding van kerk en staat die voortvloeide uit de hervormingen van de Bataafse Republiek. De gemeente heeft de toren in 2001 uitgebreid met een 24-klokkig carillon.

### Rooms-katholieke kerk
Bij kerkgebouwen die ouder zijn dan de Reformatie, spreekt voor zich dat ze ooit tot de rooms-katholieke kerk behoorden. In die tijd had Ouderkerk een centrumfunctie voor de omgeving (daar is nu niets meer van over) en had de Sint Vincentius-parochiekerk (zoals deze toen heette) 'dochters' in de omliggende plaatsen, tot aan de overkant van de rivier in Nieuwerkerk en Capelle. De kerk hoorde toen bij het Bisdom Utrecht.

### Nederlands-hervormde kerk
In het oude kerkgebouw preekte in 1579 voor het eerst een hervormde predikant. De hervormde gemeente is later deel gaan uitmaken van de Gereformeerde Bond. In het verleden kwamen ook de Nederlands-hervormden uit het nabijgelegen Krimpen aan den IJssel naar de diensten in deze kerk. Zij hadden een eigen ingang, apart van de Ouderkerkers. In 1861 kregen ze een eigen kerkgebouw, waardoor het in Ouderkerk ter kerke gaan was afgelopen.

### Hersteld Hervormde Kerk
Bij het ontstaan van de Protestantse Kerk in Nederland in 2004 is een deel van de leden toegetreden tot de Hersteld Hervormde Kerk. De leden van deze Hersteld Hervormde Gemeente te Ouderkerk a/d IJssel en omstreken wensten een eigen kerkgebouw. Dit heeft ook in de gemeenteraad van Ouderkerk aan den IJssel geleid tot politieke verdeeldheid. Dertien jaar na de afscheiding werd op 1 januari 2017, na aanpassingen van het bestemmingsplan, een nieuw kerkgebouw aan de Abelenlaan in gebruik genomen. Halverwege 2017 werd het 3-klaviers Van den Heuvel-orgel in gebruik genomen.

### Gereformeerde kerk
Naast deze kerken is er ook een van oorsprong Gereformeerde kerk. Deze was vanaf 1910 in een kerkgebouw (gebouwd in 1909) net buiten de kom aan de IJsseldijk gehuisvest. Toen er in de jaren 70 weer restauratiewerkzaamheden nodig waren is ervoor gekozen een nieuw gebouw te betrekken. Dit nieuwe gebouw staat in het dorp aan  de Rozenlaan en draagt de naam: Rozenlaankerk. Het oude kerkgebouw is destijds verkocht aan een particulier die het gebouw heeft gerestaureerd en als woonhuis heeft omgebouwd. Het kleine torentje is toen gesloopt vanwege de bouwkundige staat, de voorgevel is toen aangepast.

## Watersnoden

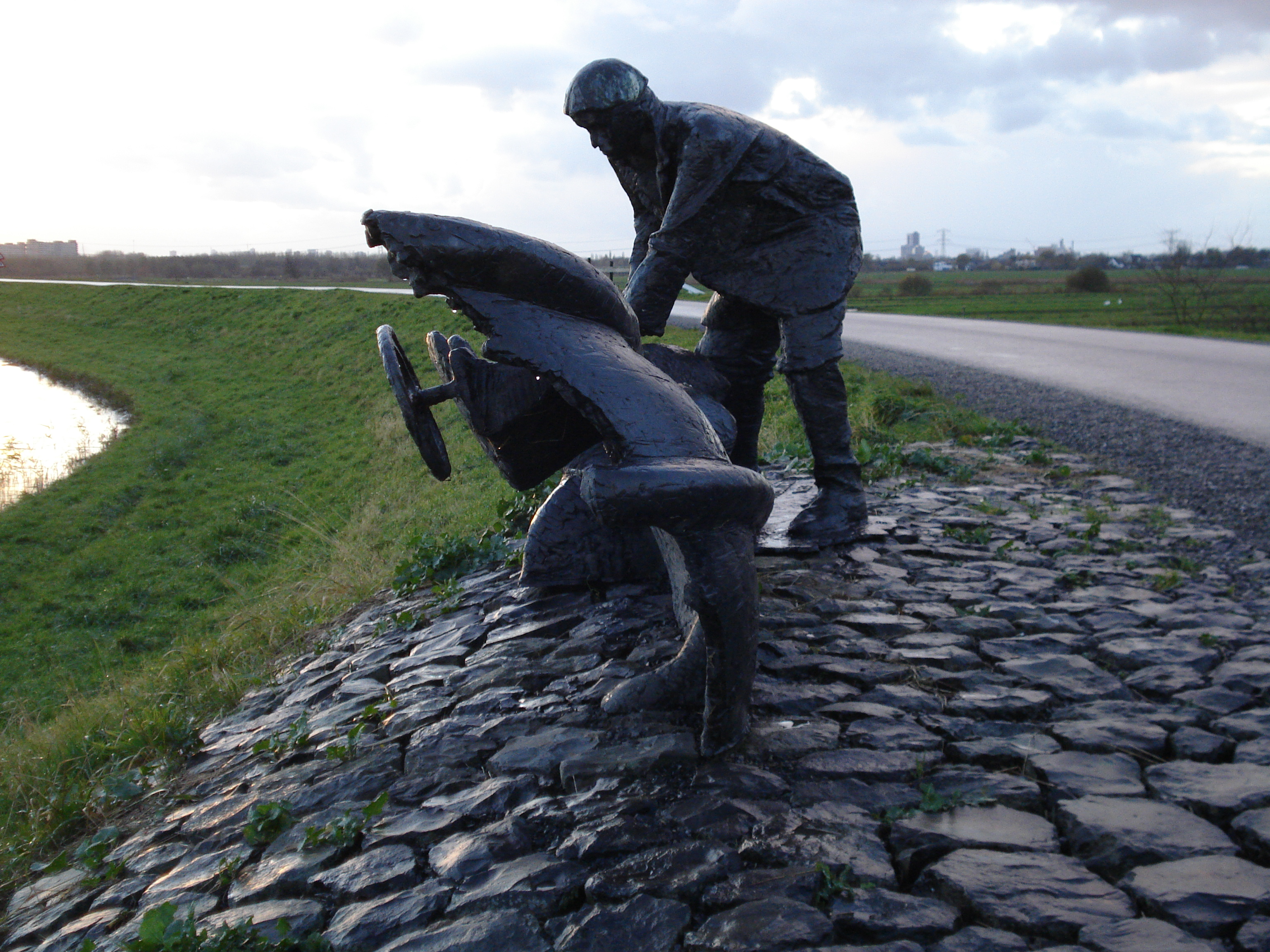
Monument "Dubbeltje op zijn kant" bij Nieuwerkerk, ter herinnering aan de watersnood van 1953. Dit monument staat op de plek waar Arie Evegroen het gat dichtte met zijn schip.

Hoewel Floris V al in 1287 een handvest stuurt naar Ouderkerk over het onderhoud van de dijken, wordt de Krimpenerwaard en daarmee ook Ouderkerk meer dan eens getroffen door watersnood. De tweede Sint Elisabethsvloed van 1421 levert een dijkdoorbraak op tussen Lekkerkerk en Krimpen aan de Lek, waardoor de hele waard blank komt te staan. Een adequate en duurzame aanpak laat door de Hoekse en Kabeljauwse twisten even op zich wachten. Maar voor het einde van dit decennium (na de Zoen van Delft) pakken Philips van Bourgondië en Jacoba van Beieren het voortvarend aan en wordt Aelbrecht van Naaldwijk (naar wie in Ouderkerk een straat is genoemd) de eerste dijkgraaf van het eerste hoogheemraadschap, het Hoogheemraadschap van de Krimpenerwaard.
De watersnood van 1916 vond vooral plaats rond de Zuiderzee, maar ook in de Zuid-Hollandse rivieren steeg het water behoorlijk hoog. De Krimpenerwaard is de enige plek in Zuid-Holland waar het water over de kruin van de dijk heen kwam. Dit is de reden dat de dijken zijn opgehoogd. Aan de hooggelegen Dorpsstraat in het centrum van het dorp is dit nog goed te zien door de trapjes vanaf de voordeur naar het nieuwe straatniveau.
Bij de watersnood van 1953 werd de Krimpenerwaard ook getroffen. De dijk brak over een lengte van veertig meter door naast de eerdergenoemde Gereformeerde kerk net buiten het dorp. Bij de overblijfselen van een van de molens aan de Molenvliet is nog zichtbaar hoe hoog het water in de Krimpenerwaard is komen te staan. Bekend is het verhaal van de Ouderkerkse schipper Arie Evegroen die zijn schip ‘De Twee Gebroeders’, in opdracht van burgemeester Vogelaar van Nieuwerkerk aan den IJssel, in het gat in de dijk bij Nieuwerkerk voer om het daarmee te dichten. Hiermee werd voorkomen dat een groot deel van Zuid-Holland (inclusief Rotterdam en Den Haag) zou zijn overstroomd.

## Toerisme en recreatie
De Hollandse IJssel, waar het dorp aan ligt, is een rivier waar behoorlijk wat pleziervaart is te vinden, mede omdat het onderdeel uitmaakt van de Staande Mastroute. En de Krimpenerwaard, de waard waar het dorp in ligt, vormt een belangrijk onderdeel van het Groene Hart. Het dorp wordt aangedaan door het Groene Hartpad en de bij het dorp horende polders worden aangedaan door het Oeverloperpad. Daarnaast telt het dorp 29 rijksmonumenten.
Toch is er weinig toerisme te vinden in het dorp. Er zijn geen noemenswaardige overnachtingsmogelijkheden. De horeca is voornamelijk gericht op de eigen bewoners.
De Ouderkerkers zelf verlaten voor hun recreatie al snel het dorp, de Krimpenerwaard in, richting de Loet en het Loetbos. Verder zijn er sportfaciliteiten in met name het multifunctionele centrum De Drie Maenen (genoemd naar het wapen van de gemeente Ouderkerk aan den IJssel). Hier zijn dan ook talloze sportverenigingen actief. Het gemeentelijke zwembad was te verliesgevend en heeft in de jaren 90 plaats moeten maken voor een nieuwbouwwijk. Naast sport worden er bij De Drie Maenen ook culturele activiteiten ontplooid.
Ouderkerk aan den IJssel beschikt zelf over een voetbalclub VV Spirit en een scoutingvereniging "Christiaan de Wet". Daarnaast zijn diverse andere verenigingen actief zoals Tennis Club Ouderkerk (TCO), Volleybalclub Voleco en Badmintonvereniging BCO. De plaatselijke schietvereniging is vernoemd naar een beroemd Zuidafrikaans generaal: SV Generaal Joubert.

## Bereikbaarheid
Het dorp is te bereiken via de IJsseldijk vanuit de richting Gouda (langs Gouderak en Lageweg) en vanuit de richting Krimpen aan den IJssel en via de Kerkweg vanaf de Provinciale weg (N210) en de Loet. Omdat deze laatste als belangrijkste toegang tot het dorp de hoeveelheid verkeer (er zijn een paar transportondernemingen in het dorp gevestigd) niet meer kon bolwerken, is er parallel een nieuwe weg aangelegd, de Zijdeweg (N475). Ook loopt er door de polder een Tiendweg (niet voor doorgaand verkeer) die, met de laatste nieuwbouwprojecten, grenst aan de bebouwde kom van Ouderkerk aan den IJssel.
Er rijdt een buslijn 196 (van Qbuzz) over de IJsseldijk en door het dorp (dus vanuit Capelse brug richting Lageweg en Gouda en weer terug). Op zondag en 's avonds zijn de bustijden beperkter geworden.
Verder is het dorp bereikbaar via de Hollandse IJssel, waar het aanlegsteigers heeft voor de binnenvaart en een voetveer richting Groot Hitland (gemeente Zuidplas). Dit voetveer, zo blijkt uit stukken, was er al vanaf het begin van de zeventiende eeuw. Tot halverwege de 20e eeuw werden personen overgezet met behulp van een roeiboot en daarna zijn er gemotoriseerde pontjes ingezet.

## Geboren
- Alphert van Beeck Calkoen (1946), politicus
- Willem Otterspeer (1950), historicus
- Bert Dekker (1970), wielrenner
- Iris Slappendel (1985), wielrenster
- Stefan de Vrij (1992), voetballer
- Wessel Dammers (1995), voetballer
- Elles Dambrink (2003), volleybalster

## Varia
- Toen ooit de kerkklok werd geleverd bleek deze scheuren te vertonen, maar er was nog een klok met een andere bestemming. De Ouderkerkers zouden toen snel "Ouderkerk" van de gescheurde klok afgehaald hebben en de goede klok genomen hebben, wat ze de bijnaam Klokkendief opleverde. Later zou tijdens de Tweede Wereldoorlog de Ouderkerkse klok overigens worden geconfisqueerd door de Duitse bezetters (voor de wapenindustrie).

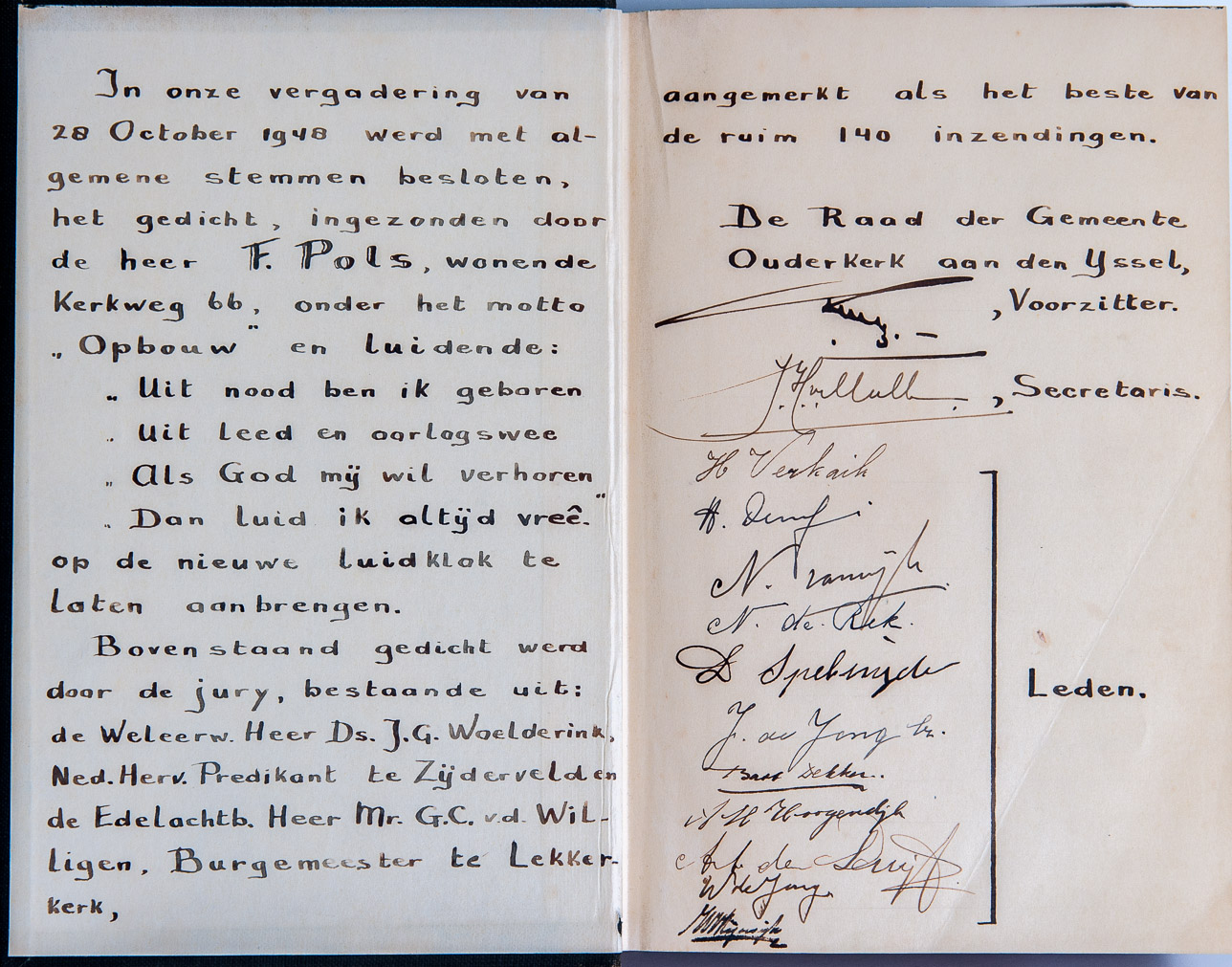
Het besluit van de gemeenteraad in een boek dat de inzender als aandenken kreeg

- In 1948 werd een inzameling voor een nieuwe luidklok gehouden. Daarbij werden de bewoners uitgenodigd om een toepasselijke spreuk te bedenken die op de rand van de klok zou worden aangebracht. Gekozen werd voor de inzending van dhr. F. Pols. De tekst luidde als volgt: Uit nood ben ik geboren/ Uit leed en oorlogswee/ Als God mij wil verhoren/ Dan luid ik altijd vreê. In 1949 werd de klok door de bewoners aan de gemeente aangeboden en in de toren geïnstalleerd.
- Downing Street 10, de ambtswoning van de Britse premier, heeft de naam 'Overkirk House' (verbastering van Ouwerkerk). Dit pand werd ooit bewoond door Hendrik van Nassau-Ouwerkerk.

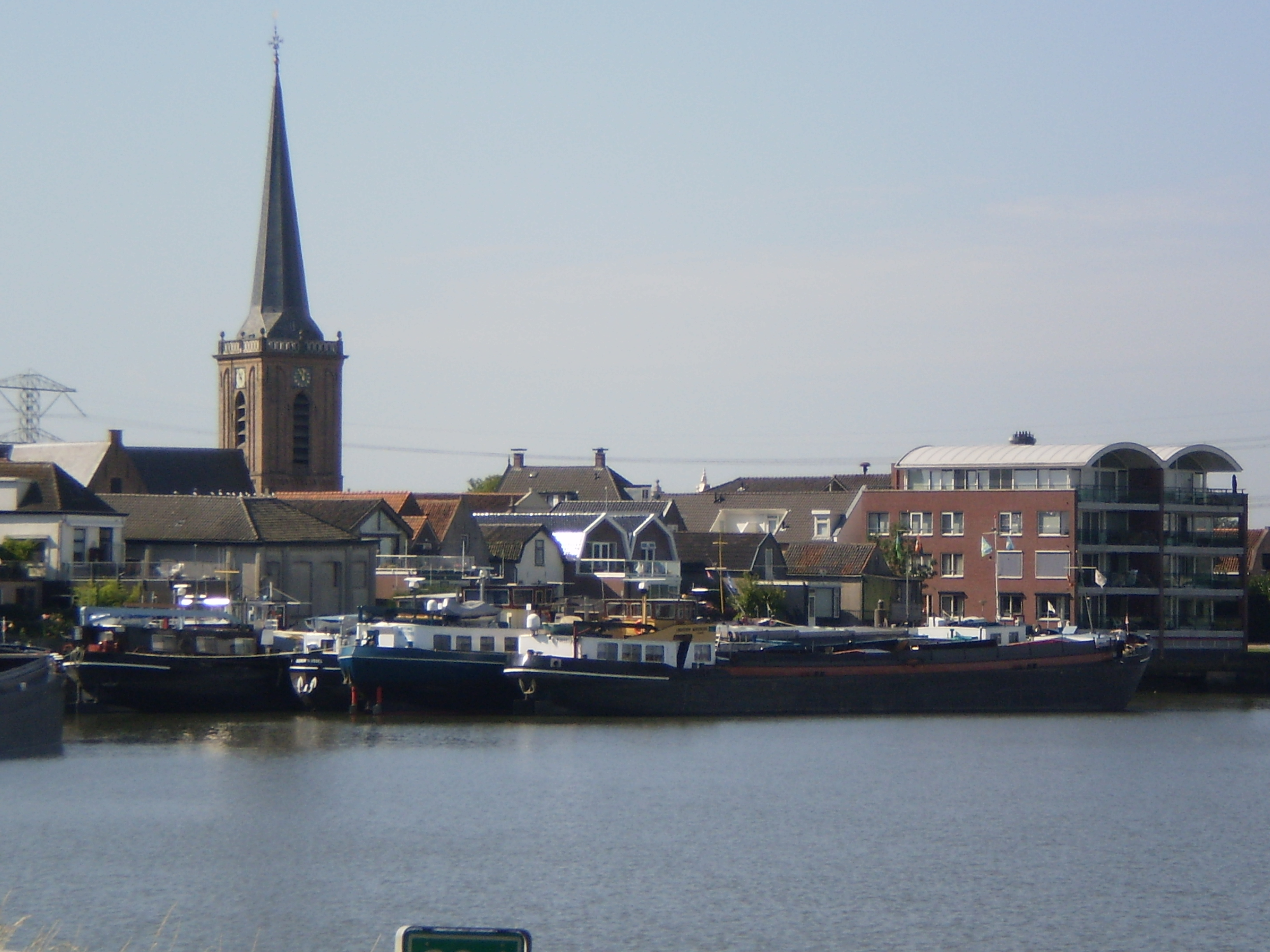